# Мадер Асефа
Мадер Асефа (амх. ማህደር አሰፋ; Адис Абеба, 5. октобар 1987) етиопска је глумица и једна од најпознатијих глумица у земљи.

## Филмографија
- [2]
- [3]
- [4]
- [5]
- [6]
- [7]
- [8]
- [9]